# Turn of the Tide
Albums de Barclay James Harvest
Eyes of the Universe
(1979) A concert for the people (Berlin)
(1982)
Turn of the Tide, sorti en 1981, est le quatorzième album du groupe de rock progressif britannique Barclay James Harvest.
Il s'agit du deuxième album sans le claviériste Stuart John Wolstenholme (dit Woolly Wolstenholme), qui quitta le groupe en 1979 pour cause de divergences musicales.

## Titre et pochette
Si le titre de l'album est emprunté aux paroles de la chanson Back to the Wall, sa pochette, conçue par Alwyn Clayden, Bob Carlos Clarke et Lindsey Rudland, évoque le texte de la chanson Death of a City.
La face avant dépeint un paysage minéral, dominé par la silhouette d'une ville déserte et brûlante, apparaissant comme dans un mirage, tandis que la face arrière présente le même paysage envahi par la mer.
Le paysage de chacune des deux faces de la pochette est survolé par le papillon emblématique de BJH que l'on retrouve sur beaucoup de pochettes d'albums du groupe : Barclay James Harvest, Once Again, Time Honoured Ghosts, Octoberon, Gone to Earth, XII, Turn of the Tide...

## Historique
Cet album est le quatorzième album de Barclay James Harvest,
ou le treizième si l'on exclut du décompte la compilation Early Morning Onwards.
L'album est enregistré entre septembre 1980 et mars 1981 par Martin Lawrence assisté de Liz Biddiscombe aux studios Marcus Music à Londres au Royaume-Uni, sauf Life is for Living, enregistré en septembre 1980 dans les studios de Polygram,,.
Produit par Barclay James Harvest et Martin Lawrence, il est publié en disque vinyle long play (LP) en 1981 par le label Polydor sous la référence 2383 608,. Le design et la photographie de la pochette de l'album est l'œuvre de Bob Carlos Clarke,, un designer et photographe irlandais né en 1950 et mort en 2006.
L'album n'est jamais réédité en LP mais il est réédité en CD en 1983 et 2012 par Polydor, puis en 2013 par Esoteric Recordings, un label britannique fondé en 2007 par Mark Powell, un journaliste musical et producteur anglais spécialisé dans les rééditions,,.

## Accueil critique
Le site AllMusic attribue 3 étoiles à l'album.
Colin Larkin, dans son ouvrage The Encyclopedia of Popular Music paru en 2007, attribue également 3 étoiles à Turn of the Tide.

## Titres

### Face 1
1. Waiting on the Borderline
2. How Do You Feel Now
3. Back to the Wall
4. Highway for Fools
5. Echoes and Shadows

### Face 2
1. Death of a City
2. I'm like a Train
3. Doctor Doctor
4. Life is for Living
5. In Memory of the Martyrs

## Musiciens

### Barclay James Harvest
- John Lees : chant, guitare
- Les Holroyd : chant, guitare basse
- Mel Pritchard : batterie

### Musiciens invités
Les deux musiciens ci-dessous sont décrits comme « Special Guest Musicians » sur la notice du LP :
- Kevin McAlea : claviers
- Colin Browne : guitare, guitare basse, claviers et chant